# Between the Valley of the Ultra Pussy
Between the Valley of the Ultra Pussy è un album raccolta della Sleaze/Glam metal band, Faster Pussycat, uscito il 15 maggio 2001 per l'Etichetta discografica Deadline Records.
L'album venne ripubblicato nel 2005, e reintitolato Faster Remixes.

## Tracce
1. Arizona Indian Doll (Downe, Steele) 4:25
2. Bathroom Wall (Downe) 5:04
3. Little Dove (Downe, Muscat) 4:35
4. Poison Ivy (Downe, Stacy) 6:51
5. Smash Alley (Downe, Muscat) 4:54
6. Out With a Bang (Brandshaw, Downe, Muscat, Stacy, Steele) 5:07
7. Body Thief (Brandshaw, Downe, Muscat, Stacy, Steele) 4:59
8. House of Pain (Downe, Steele) 8:10
9. Cathouse (Downe) 5:27
10. Where There's a Whip There's a Way (Downe, Muscat, Steele) 2:35
11. Slip of the Tongue (Downe) 6:45
12. I Was Made for Loving You (Downe) 4:35
13. Blood [versione demo] 4:07

## Formazione
- Taime Downe - voce
- Brent Muscat - chitarra
- Greg Steele - chitarra
- Eric Stacy - basso
- Mark Michals - batteria
- Brett Bradshaw - batteria